# Getto w Balassagyarmat
Getto w Balassagyarmat – getto żydowskie zlokalizowane w Balassagyarmat, istniejące od 4 maja do 13 maja 1944.
Według ostatniego spisu ludności przed Holokaustem wykonanym w 1941, w Balassagyarmat mieszkało 1712 Żydów. Pod kierownictwem burmistrza Béla Vannay lokalne władze utworzyły jedno duże, później jedno małe getto. Duże getto było otoczone ulicami Lajosa Kossutha, Thököly, Hunyady i Rákóczi, a małe znajdowało się na placu Óváros. Około dwóch tysięcy miejscowych Żydów zostało wysłanych do dużego getta, a Żydzi sprowadzeni z innych miast zostali wysłani do małego getta. Wnętrza gett były strzeżone przez żydowską policję. Getta zostało zamknięte 13 maja, większość mieszkańców została wywieziona do Birkenau, a mniejsza część m.in. do Bergen-Belsen, Ravensbrück, Buchenwald i Theresienstadt. Liczba ofiar śmiertelnych społeczności żydowskiej w Balassagyarmat wynosiła od 80 do 90 procent.